# Saint-Pierre-de-Clairac
Saint-Pierre-de-Clairac is een gemeente in het Franse departement Lot-et-Garonne (regio Nouvelle-Aquitaine) en telt 721 inwoners (1999). De plaats maakt deel uit van het arrondissement Agen.

## Geografie
De oppervlakte van Saint-Pierre-de-Clairac bedraagt 13,2 km², de bevolkingsdichtheid is 54,6 inwoners per km².
De onderstaande kaart toont de ligging van Saint-Pierre-de-Clairac met de belangrijkste infrastructuur en aangrenzende gemeenten.

## Demografie
Onderstaande figuur toont het verloop van het inwonertal (bron: INSEE-tellingen).